# Milwaukee Mustangs (2008–2012)
Die Milwaukee Mustangs waren ein Arena-Football-Team aus Milwaukee (Wisconsin), das in der af2 und der Arena Football League (AFL) spielte. Das Franchise wurde 2008 als Milwaukee Iron gegründet.

## Geschichte

### Milwaukee Iron (2009–2010)
Das Franchise wurde 2008 als Milwaukee iron gegründet und startete 2009 in der af2. Die Iron beendeten die Saison mit 5 Siegen und 11 Niederlagen und verpasstend die Playoffs. 
Als sich die af2 nach der Saison 2009 auflöste, starteten die Iron in der Arena Football League (AFL). 
Gleich in ihrer ersten Saison zog man in das Halbfinale ein, scheiterte dort jedoch knapp mit 57:60 an den Spokane Shock. Nach der Saison verkündeten die Iron eine Umbenennung des Teamnamens in Milwaukee Mustangs. Gründe sollen hauptsächlich finanzielle Aspekte gewesen seien, da die damaligen Mustangs bei den Fans sehr beliebt waren und weit über 10.000 Zuschauer im Schnitt zu den Heimspielen pilgerten.

### Milwaukee Mustangs (2011–2012)
Der Plan scheiterte schon im ersten Spiel, als nur 3.157 Zuschauer den Weg zum Heimspiel gegen die Chicago Rush antraten. Am Ende mussten die Mustangs einen Zuschauerschnitt von nur 3.953 verkünden, den viertniedrigsten der Liga.
Doch auch sportlich verlief die Saison erfolglos. Die Mannschaft verpasste in beiden Spielzeiten die Postseason.
Nach der Saison 2012 löste sich das Franchise auf.

## Saisonstatistiken
| Jahr | Team               | Liga | S  | N  | Playoffs erreicht | Playoffrunde                                                                |
| ---- | ------------------ | ---- | -- | -- | ----------------- | --------------------------------------------------------------------------- |
| 2009 | Milwaukee Iron     | af2  | 5  | 11 | nein              |                                                                             |
| 2010 | Milwaukee Iron     | AFL  | 11 | 5  | ja                | S Viertelfinale gg. Chicago Rush 64:54 N Halbfinale gg. Spokane Shock 57:60 |
| 2011 | Milwaukee Mustangs | AFL  | 7  | 11 | nein              |                                                                             |
| 2012 | Milwaukee Mustangs | AFL  | 5  | 13 | nein              |                                                                             |

## Zuschauerentwicklung
| Jahr | Team               | Zuschauerdurchschnitt |
| ---- | ------------------ | --------------------- |
| 2009 | Milwaukee Iron     | 4.270                 |
| 2010 | Milwaukee Iron     | 5.483                 |
| 2011 | Milwaukee Mustangs | 3.953                 |
| 2012 | Milwaukee Mustangs | 5.074                 |